# Atelocauda incrustans
Atelocauda incrustans är en svampart som beskrevs av Arthur & Cummins 1933. Atelocauda incrustans ingår i släktet Atelocauda och familjen Pileolariaceae.   Inga underarter finns listade i Catalogue of Life.